# Achille Totaro
Achille Totaro (Firenze, 24 settembre 1965) è un politico italiano.

## Biografia
Nato a Firenze, vive ad Empoli. Figlio di madre casalinga e padre carabiniere, immigrati dalla Puglia negli anni '60, cresce a Casellina nel comune di Scandicci.

### Attività politica
Alle elezioni amministrative del 1995 viene eletto consigliere comunale sia a Scandicci che a Firenze con Alleanza Nazionale (AN). Alle successiva tornata elettorale del 1999 viene rieletto consigliere comunale a Firenze con AN, sotto l'amministrazione di Leonardo Domenici.
Si candida alle elezioni regionali in Toscana del 2000 con AN, nella mozione dell'ex Ministro dell'ambiente Altero Matteoli, venendo eletto nel collegio di Firenze in consiglio regionale della Toscana.
Alle elezioni politiche del 2001 viene candidato alla Camera dei Deputati, nel collegio uninominale di Firenze 3: sostenuto dalla coalizione di centro-destra Casa delle Libertà, dove ottiene il 33,8% dei voti e viene sconfitto dal rappresentante de L'Ulivo Valdo Spini.
Alle regionali Toscane del 2005 viene poi rieletto Consigliere Regionale della Toscana.
Alle elezioni politiche del 2006 è stato eletto al Senato della Repubblica, in regione Toscana, nelle liste di Alleanza Nazionale, venendo riconfermato anche alle elezioni politiche del 2008 tra le file del Popolo della Libertà. È membro della XII Commissione "Igiene e Sanità".
Il 29 marzo 2011 ha co-firmato un disegno di riforma costituzionale per abolire la XII disposizione transitoria e finale della Costituzione italiana, che vieta "la riorganizzazione, sotto qualsiasi forma, del disciolto partito fascista".
Il 20 dicembre 2012 lascia il PdL insieme a Maria Alessandra Gallone, Pierfrancesco Gamba, Alessio Butti, Filippo Berselli, Antonino Caruso, Mariano Delogu, Fabrizio Di Stefano, Alfredo Mantica, Giuseppe Milone e Antonio Paravia per dare vita al Senato al nuovo gruppo del partito del Fratelli d'Italia - Centrodestra Nazionale formazione di cui è vicecapogruppo che raccoglie in buona parte gli ex AN e fondata dai Deputati Fabio Rampelli, Giorgia Meloni; Marco Marsilio e Guido Crosetto, insieme al Coordinatore nazionale del PdL ed ex Reggente di AN Ignazio La Russa.
Alle elezioni politiche del 2013 viene candidato alla Camera dei Deputati, nella circoscrizione Toscana, come capolista di Fratelli d'Italia, venendo eletto deputato della XVII Legislatura.
Alle elezioni amministrative del 2014 si candida alla carica di sindaco di Firenze per Fratelli d'Italia, classificandosi sesto.
Alle elezioni del 2018 viene rieletto al Senato della Repubblica.

### Vicenda Fanciullacci
Il 10 gennaio 2000 Totaro che all'epoca era consigliere comunale di Alleanza Nazionale a Firenze durante una seduta del consiglio comunale commentando l'uccisione di Giovanni Gentile avvenuta nel 1944 disse "Bruno Fanciullacci fu un assassino. Ha ammazzato un filosofo di 70 anni. Gentile venne colpito mentre era indifeso. Non fu un'azione di guerra ma l'opera di un vigliacco. Un assassino vigliacco". L'ANPI e la sorella di Bruno Fanciullacci denunciarono Totaro per diffamazione e gli altri consiglieri comunali che avevano firmato un appello in sostegno. Tutti gli imputati furono processati ed assolti nel 2007 infatti secondo il giudice Giacomo Rocchi le opinioni espresse da Totaro "sono sì aspre, ma adeguate alla gravità del fatto". L'accusa decise di appellarsi e nel nuovo processo 
gli imputati furono condannati al risarcimento morale dei danni e a pagare le spese processuali mentre l'accusa di diffamazione fu considerata ormai prescritta. Anche se la condanna fu puramente simbolica essendo i danni morali quantificati nella somma di un solo euro Totaro e gli altri coimputati ricorsero ugualmente in Cassazione di SalvatoreViola venendo quindi assolti nel 2010 "perché il "fatto non costituisce reato".